# Видання ВАПЛІТЕ
Видання ВАПЛІТЕ – це періодичні та неперіодичні видання, які друкувалися членами ВАПЛІТЕ протягом 1926-1927 рр. Під періодичними виданнями розуміємо шість номерів літературно-художнього журналу "Вапліте", під неперіодичними – "Вапліте. Зошит перший" та "Вапліте. Альманах перший", що були одночасно першими та єдиними. 

### "Вапліте. Зошит перший"
Улітку 1926 року члени ВАПЛІТЕ друкують своє перше видання – «Вапліте. Зошит перший». «Зошит» вийшов друком у Харківській школі друкарського діла                        імені А. Багинського тиражем у 1600 примірників. На обкладинці – печатка ВАПЛІТЕ та назва організації українською та латинською мовами. На першій сторінці – імена 25-тьох людей, які безпосередньо дотичні до виходу цього «Зошита». 
Структура видання така:
1. Олесь Досвітній "До розвитку письменницьких сил"[1].
2. Олекса Слісаренко "В боротьбі за пролетарську естетику".
3. Олександр Довженко "До проблеми образотворчого мистецтва".
4. Майк Йогансен "Аналіза одного журнального оповідання".
5. А. Лейтес "Путі письменницькі".
6. Віктор Серж "Перегрупування революційних французьких письменників".
7. Протест проти насильства над письменником Йоганесом Бехером.
8. Статут Вільної Академії Пролетарскої Літератури.
9. Хроніка.
10. Бібліографія творів членів ВАПЛІТЕ.
11. Лист білоруського поета У. Дубовки[2].

Як бачимо, «Зошит» містив статті та документи і не був художнім виданням. На тлі подій, які передували його друку, «Зошит» викликав неабиякий резонанс, а когось відверто шокував.

Справа в тому, що протягом 1926 року ЦК КП(б)У уже активно втручався у культурні справи УРСР та зайняв позицію, яка кардинально відрізнялася від позиції ВАПЛІТЕ. На червневому пленумі було прийнято тези «Про підсумки українізації», де йшлося зокрема про заперечення ідеї «протиставлення української культури культурам інших народів» та засудження неокласиків, творчість яких схарактеризовано як таку, що «розрахована на задоволення потреб зростаючої української буржуазії». І вже перша стаття «Зошита», стаття Олеся Досвітнього «До розвитку письменницьких сил» суперечила позиції ЦК уже хоча б в аспекті тлумачення неокласиків, оскільки Досвітній виступав на їхній захист. До того ж у «Червоному шляху» (1926, № 9) було опубліковано прихильний відгук Павла Христюка на «Вапліте. Зошит перший»:
Повертаючись ще раз до "Зошиту першого", зазначаємо коротко, що приємне, гарне вражіння справляє оцей перший, початкуючий виступ ваплітовців, не зважаючи на деякі хиби, на не всюди академичний тон, на дещо поспішні висновки. Коли так піде далі, ми таки будемо мати – через якийсь час справжню Академію Пролетарської Літератури. З інтересом чекаємо на дальші зошити.

До речи "Зошит перший" видано на прекрасному папері, гарним друком, з чепурною обкладинкою, без помітних коректурних помилок, одне слово по європейському, хоч ціну визначено і не європейську.
Очевидно, ЦК КП(б)У засудив і ВАПЛІТЕ, і редакцію «Червоного шляху». Напади з боку влади призвели до того, що на початку грудня 1926 року Олесь Досвітній, Микола Хвильовий та Михайло Яловий змушені були написати колективно листа, де «визнавали свої помилки».

### "ВАПЛІТЕ. Альманах перший"
Із «Літературного щоденника» членів ВАПЛІТЕ знаємо, що «Альманах» вийшов 21 грудня 1926 року тиражем у 5000 примірників. Він складався лише з поезії та художніх творів. Напевно, «Альманах» мав бути прикладом того штибу мистецтва, яке відстоювали та пропагували ваплітяни. «Альманах» умовно поділено на дві частини. У першій вміщено поезії Павла Тичини, Володимира Сосюри, Юрія Яновського, Миколи Бажана та Майка Йогансена. Друга частина – прозова. Тут відшукуємо такі твори, як: новела-казка «Алай» Олеся Досвітнього, оповідання «Камінний виноград» Олекси Слісаренка, «Страшна мить» Ґео Шкурупія, «Непія» Григорія Епіка та інші.

### Журнал "Вапліте"
Ідея видавати журнал виникла восени 1926 року:
5-го листопаду відбулися летючі збори президії та контрольної ради В(апліт)е. ("Чер. Шлях" між 11-3 дня), на яких ухвалено видавати періодичний журнал ВАПЛІТЕ. Двохмісячник. На 8 аркушах.
У журналі «Вапліте» друкувалися, зокрема Микола Бажан, Іван Дніпровський, Григорій Епік, Майк Йогансен, Лесь Курбас, Іван Сенченко, Надія Суровцова, Микола Хвильовий, Юрій Яновський та інші.
Перший номер журналу із великими труднощами вийшов на початку січня 1927 року. Відділ друку ЦК зволікав із виданням, а обсяг державних коштів, які виділили на друк журналу, несподівано було урізано на 666 карбованців. Вихід журналу спричинив черговий скандал. Найскандальнішими були, напевно, публікації Івана Сенченка та Миколи Хвильового. У коротенькому сатиричному оповіданні «Із записок» Сенченко знущавсяся із настроїв, що панували в тодішній державі загалом та в літературі зокрема. Письменник влучно зауважував, що слухняність, покора та мовчання – ось ті три заповіді, яких мав дотримуватися ідеальний пролетар. Що ж до Хвильового, то своєю статтею «“Соціологічний еквівалент” трьох критичних оглядів» він критикував позиції Володимира Коряка та розпочав із ним тривалу суперечку.
Володимир Коряк був організатором ВУСПП (Всеукраїнської спілки пролетарських письменників), яка була створена у січні 1927 року та мала кардинально протилежний від ваплітянського погляд на культуру. ВУСПП видавала свій журнал – журнал «Гарт», на сторінка якого члени ВУСППу висловлювали і захищали свої позиції та нападали на опонентів.
Після виходу першого номеру «Вапліте», члени ВАПЛІТЕ, аби якось захистити свою організацію від цькування, виключили з її складу Досвітнього, Хвильового та Ялового – але не відсторонили їх від роботи над журналом. На травневому пленумі члени ЦК КП(б)У усунули Олександра Шумського з посади комісара освіти та головного редактора «Червоного Шляху». Це усунення не віщувало для ВАПЛІТЕ нічого доброго. Суперечки із ВУСППом та ЦК тривали.
Кульмінацією конфлікту став вихід п’ятого номеру журналу «Вапліте», де було вміщено статтю Павла Христюка «Розпеченим пером» та першу частину роману Миколи Хвильового «Вальдшнепи». Це призвело до того, що журнал заборонили та вилучили шостий номер журналу, який готувався до друку. На його сторінках мала вийти друга частина «Вальдшнепів». Її доля і досі не відома.
Микола Куліш, тодішній речник ВАПЛІТЕ, намагався якось урятувати ситуацію, але даремно. 12 січня 1928 року члени ВАПЛІТЕ вирішили ліквідувати організацію.